# Ordobrevia foveicollis
Ordobrevia foveicollis is een keversoort uit de familie beekkevers (Elmidae). De wetenschappelijke naam van de soort werd in 1888 gepubliceerd door Schönfeld.